# Acatalasie
L'acatalasie ou acatalasémie est une maladie congénitale rare de transmission autosomique récessive, qui entraîne un trouble peroxysomal par déficit de l'enzyme catalase.

## Présentation
Le trouble est relativement bénin, bien qu'il provoque une augmentation de l'incidence des ulcères buccaux, et peut dans de rares circonstances conduire à une gangrène,. Les symptômes affectent principalement les enfants.

## Génétique
L'acatalasie est souvent le résultat de mutations dans les deux copies du gène CAT qui code l'enzyme catalase. Il existe plusieurs types de mutations qui peuvent provoquer cette affection. Hériter d'une seule mutation CAT entraîne une hypocatalasie, dans laquelle les niveaux de catalase sont réduits, mais toujours à des niveaux fonctionnels.